# Criniger olivaceus
Bulbul-de-barba-amarela (Criniger olivaceus) é uma espécie de ave da família Pycnonotidae.
Pode ser encontrada nos seguintes países: Costa do Marfim, Gana, Guiné, Libéria e Serra Leoa.
Os seus habitats naturais são: florestas subtropicais ou tropicais húmidas de baixa altitude.
Está ameaçada por perda de habitat.